# USS Barry (DD-933)
USS Barry (DD-933) là một tàu khu trục lớp Forrest Sherman từng hoạt động cùng Hải quân Hoa Kỳ trong giai đoạn Chiến tranh Lạnh. Nó là chiếc tàu chiến thứ ba của Hải quân Hoa Kỳ được đặt cái tên này, được đặt theo tên Thiếu tướng Hải quân John Barry (1745–1803), người được xem là một trong những cha đẻ của Hải quân Hoa Kỳ và đã từng tham gia cuộc Chiến tranh Cách mạng Hoa Kỳ. Nó đã dành hầu hết thời gian hoạt động để phục vụ tại khu vực Đại Tây Dương và Địa Trung Hải, từng hoạt động trong vụ Khủng hoảng tên lửa Cuba năm 1962, nhưng cũng từng tham gia phục vụ trong cuộc Chiến tranh Việt Nam, cho đến khi xuất biên chế vào năm 1982. Sau một thời gian được giữ lại như một tàu bảo tàng tại Xưởng hải quân Washington, con tàu cuối cùng bị tháo dỡ tại Philadelphia vào năm 2016. Barry được tặng thưởng hai Ngôi sao Chiến trận do thành tích phục vụ tại Việt Nam.

## Thiết kế và chế tạo
Khi đưa vào hoạt động, lớp Forrest Sherman là những tàu khu trục Hoa Kỳ lớn nhất từng được chế tạo, dài 418 foot (127 m) và trọng lượng choán nước tiêu chuẩn 2.800 tấn (2.800 tấn Anh). Nguyên được thiết kế theo dự án SCB 85, chúng được trang bị ba pháo 5 inch (127 mm)/54 caliber trên ba tháp pháo đơn (một phía mũi, hai phía đuôi tàu), bốn pháo phòng không 3 inch (76 mm)/50 caliber trên hai tháp pháo đôi, cùng súng cối Hedgehog và ngư lôi chống ngầm.
Barry được đặt lườn tại xưởng tàu của hãng Bath Iron Works Corporation ở Bath, Maine vào ngày 15 tháng 3, 1954.
Nó được hạ thủy vào ngày 1 tháng 10, 1955, được đỡ đầu bởi bà Francis Rogers, chắt của Thiếu tướng Barry, và nhập biên chế cùng Hải quân Hoa Kỳ tại Xưởng hải quân Boston ở Charlestown, Massachusetts vào ngày 7 tháng 9, 1956 dưới quyền chỉ huy của Hạm trưởng, Trung tá Hải quân Isaac C. Kidd, Jr..

## Lịch sử hoạt động

### 1956 - 1959
Sau khi được tiếp tục trang bị tại Xưởng hải quân Boston trong tháng 11, 1956, Barry tiến hành thử nghiệm các thiết bị điện tử, hệ thống chống ngầm và tác xạ mới trong tháng 12. Nó ghé đến vịnh Narragansett trước khi lên đường vào ngày 3 tháng 1, 1957 để tiến hành chạy thử máy huấn luyện tại khu vực vịnh Guantánamo, Cuba, xen kẻ với các chuyến viếng thăm Kingston, Jamaica; Culebra, Puerto Rico và Santa Marta, Colombia, trước khi lên đường đi Colón, Panama.

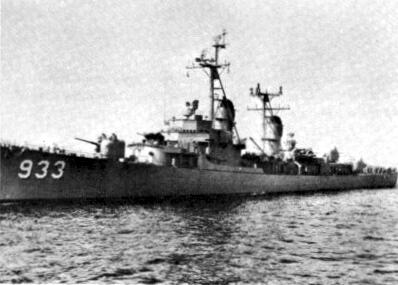
USS Barry vào khoảng năm 1956.

Băng qua kênh đào Panama vào ngày 26 tháng 2, Barry thả neo tại Salinas, Ecuador hai ngày sau đó, bắt đầu chuyến viếng thăm thiện chí đến nhiều nước Châu Mỹ La tin. Sau chuyến viếng thăm kéo dài năm ngày, nó lên đường hướng sang Callao, Peru, đến nơi vào ngày 5 tháng 3, rồi tiếp tục hành trình đi Valparaíso, Chile vào ngày 9 tháng 3. Sau khi được tiếp nhiên liệu, nó rời Valparaíso vào ngày 17 tháng 3 để quay trở lại Panama, băng qua kênh đào vào ngày 23 tháng 3, và về đến Boston vào ngày 29 tháng 3.
Được sửa chữa sau chạy thử máy tại Xưởng hải quân Boston, Barry rời cảng vào ngày 15 tháng 5 để hoạt động tại vùng biển ngoài khơi New England. Vào ngày 27 tháng 6, nó lên đường đi Rosslare, Ireland trong chuyến đầu tiên được phái sang hoạt động tại Châu Âu. Con tàu đã ghé viếng thăm Saint-Nazaire, Pháp và Lisbon, Bồ Đào Nha trước khi đi đến Gibraltar vào sáng ngày 16 tháng 7. Nó được phối thuộc cùng Đệ Lục hạm đội trong nhiệm vụ hộ tống tàu sân bay, phục vụ canh phòng máy bay và bảo vệ chống tàu ngầm trước khi quay trở về Newport, Rhode Island vào tháng 8, nơi nó được sửa chữa và bảo trì.
Lên đường hướng sang vịnh Narragansett vào ngày 24 tháng 9, Barry đã trợ giúp cho chiếc tàu chở hàng Na Uy Belleville vốn bị mắc cạn ngoài khơi Seal Rock. Đến ngày 26 tháng 9, nó hộ tống cho chiếc tàu ngầm chạy năng lượng hạt nhân Seawolf (SSN-575), đưa Tổng thống Dwight D. Eisenhower chứng kiến cuộc thao diễn lặn ngoài khơi Newport. Sau gần một năm hoạt động huấn luyện và bảo trì thường lệ tại vùng bờ Đông, bao gồm các đợt thực tập chống tàu ngầm và phục vụ canh phòng máy bay cho các tàu sân bay Forrestal (CVA-59) và Leyte (CV-32), nó được bảo trì vào tháng 5, 1958 nhằm chuẩn bị cho lượt biệt phái tiếp theo sang Địa Trung Hải.
Lên đường vào ngày 6 tháng 6, Barry băng qua eo biển Gibraltar và đi đến Rhodes, Hy Lạp vào sáng ngày 20 tháng 6. Nó hoạt động phối hợp cùng Đệ Lục hạm đội, tiến hành các lượt thực tập chống tàu ngầm cho đến ngày 14 tháng 7, khi xảy ra một cuộc đảo chính quân sự tại Baghdad, Iraq lật đổ chế độ quân chủ. Lo sợ một cuộc đảo chính tương tự, Tổng thống Liban Camille Chamoun yêu cầu Hoa Kỳ trợ giúp ổn định trật tự trong bối cảnh mâu thuẩn nặng nề giữa các nhóm tôn giáo và sắc tộc tại đất nước này. Vì vậy Tổng thống Eisenhower quyết định cho đổ bộ lực lượng Thủy quân Lục chiến lên Liban trong ngày hôm đó để ngăn chặn sự can thiệp của Ai Cập và Syria.
Được báo động trong lúc đang neo đậu tại Salonika, Hy Lạp, Barry lên đường vào sáng ngày hôm sau 15 tháng 7, hoạt động cùng đội đặc nhiệm tàu sân bay nhanh của Saratoga (CV-60) tại khu vực Đông Địa Trung Hải. Nó ở lại khu vực này, tuần tra dọc bờ biển Liban và hộ tống các tàu sân bay hỗ trợ cho hoạt động của lực lượng Thủy quân Lục chiến trên bộ. Sau khi được bảo trì cặp bên mạn tàu tiếp liệu khu trục Grand Canyon (AD-28) tại İzmir, Thổ Nhĩ Kỳ và tập trận hạm đội tại vịnh Augusta, Sicily, nó lên đường vào ngày 17 tháng 9 để quay trở về nhà.
Đi đến Xưởng hải quân Boston vào ngày 14 tháng 10, Barry được sửa chữa, bảo trì đồng thời nâng cấp hệ thống sonar lên Kiểu SQS-23 đặt phía mũi. Rời xưởng tàu vào ngày 17 tháng 3, nó thực tập huấn luyện thiết bị mới tại căn cứ Newport và tại Key West, Florida. Con tàu được sửa chữa ngắn tại Boston trong tháng 12 trước khi tiếp tục hoạt động thường lệ dọc theo vùng bờ Đông cho đến tháng 5, 1960.

### 1960–1962

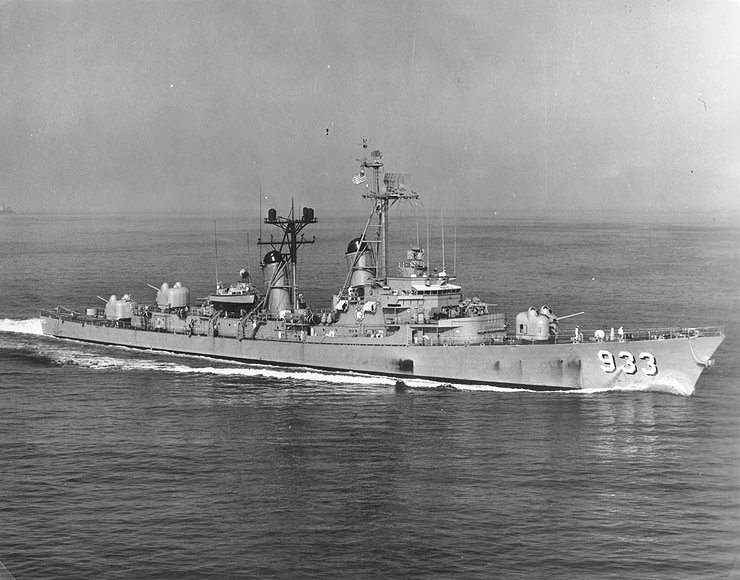
Barry, sau khi được trang bị sonar mới phía mũi tàu, năm 1960

Khởi hành Newport từ vào ngày 6 tháng 6, Barry thực hiện chuyến viếng thăm thiện chí đến các cảng Bắc Âu, viếng thăm các cảng Portsmouth, Anh và Kiel, Đức trong tháng 6, đồng thời thực hành sonar trong cảng. Sang tháng 7, nó tiếp tục viếng thăm Hà Lan, Phần Lan, Thụy Điển, Đan Mạch và Bỉ, nơi nó thực tập phối hợp cùng hải quân các nước đồng minh và biểu diễn sonar cùng tàu ngầm các nước. Chiếc tàu khu trục thực hành cùng tàu ngầm Pháp và Bồ Đào Nha trong tháng 8 trước khi quay trở về Newport vào ngày 31 tháng 8.
Sau khi viếng thăm Montreal, Quebec, Canada, Barry thực hành chống tàu ngầm ngoài khơi Virginia Capes từ ngày 9 tháng 1, 1961, rồi bảo trì trong ụ tàu tại Boston trước khi tiến hành một loạt các đợt thực hành sonar và đổ bộ tại vùng biển kéo dài từ vịnh Guantánamo, Cuba cho đến Halifax, Nova Scotia. Sau một giai đoạn bảo trì kéo dài tại Xưởng hải quân Boston, nó khởi hành cùng một đội đặc nhiệm được, hình thành chung quanh tàu sân bay Randolph (CVA-15), để đi sang khu vực Địa Trung Hải vào tháng 6, 1962. Chiếc tàu khu trục hoạt động cùng Đệ Lục hạm đội trong hai tháng tiếp theo, chứng kiến một dòng tàu buôn Liên Xô rời Hắc Hải để hướng sang Cuba. Con tàu quay trở về Newport vào tháng 8 và được bảo trì.

#### Cuộc khủng hoảng tên lửa Cuba

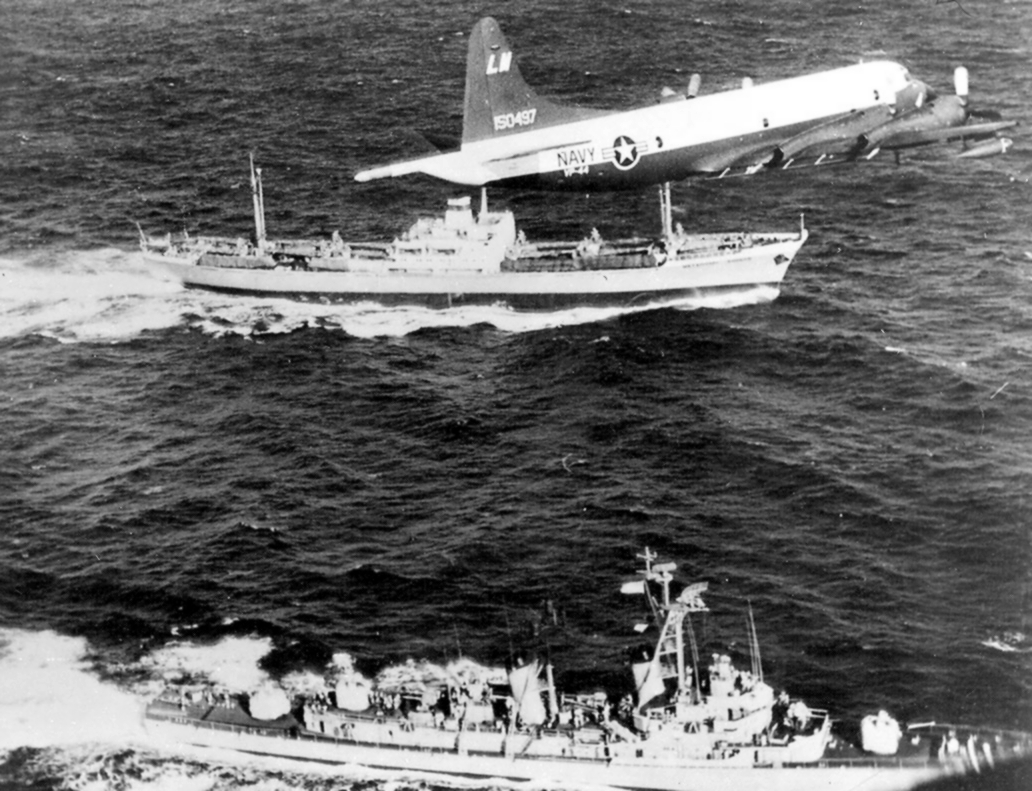
USS Barry cùng một máy bay tuần tra P-3A Orion và chiếc tàu buôn Liên Xô vào tháng 11 năm 1962.

Vào ngày 16 tháng 10, khi Tổng thống John F. Kennedy công bố những bức không ảnh bộc lộ vị trí đặt tên lửa đạn đạo tầm trung của Liên Xô trên Cuba hướng vào lãnh thổ Hoa Kỳ, là nguyên nhân tạo nên vụ Khủng hoảng tên lửa Cuba, Barry vẫn đang được bảo trì tại Newport. Nó cùng các tàu khu trục Blandy (DD-943), Charles S. Sperry (DD-697) và Keppler (DD-765) cấp tốc rời cảng trong đêm 22 tháng 10 để thực thi biện pháp "cô lập hàng hải" mà Tổng thống Kennedy quyết định áp dụng, và gặp gỡ tàu sân bay Essex (CVS-9) bốn ngày sau đó. Nó phục vụ hộ tống và canh phòng máy bay cho Essex trong hai ngày, rồi tách ra để hoạt động tuần tra chống ngầm thay phiên cho các tàu khu trục Bache (DD-470) và Eaton (DD-510), vốn đang theo dõi một tàu ngầm Liên Xô lớp Foxtrot đang đi trên mặt nước. Nó tiếp tục theo dõi chiếc tàu ngầm cho đến khi đối tượng lặn xuống nước lúc 18 giờ 14 phút chiều hôm đó.
Sau khi tiếp tục tuần tra cho đến ngày 8 tháng 11, Barry được tiếp nhiên liệu từ tàu sân bay Essex trước khi đón lên tàu ba sĩ quan trinh sát hình ảnh và thông dịch, rồi được lệnh đi đến để điều tra một tàu chở hàng Liên Xô. Tiếp cận chiếc SS Metallurg Anosov vào chiều tối ngày hôm sau ở khoảng cách 400 yd (370 m) và tiếp tục theo dõi đối tương cho đến sáng ngày hôm sau, trong khi Metallurg Anosov hướng sang phía Đông rời xa "khu vực phong tỏa". Sau khi áp sát để chụp ảnh khoang hàng hóa của chiếc tàu buôn, nó tách ra và quay trở lại cùng đội đặc nhiệm Essex, được tiếp nhiên liệu đồng thời tiễn đội trinh sát/phiên dịch rời tàu.

### 1962 - 1965
Khi vụ khủng hoảng kết thúc, Barry đi đến vịnh Narragansett vào ngày 15 tháng 11 để được bảo trì. Nó lên đường vào ngày 30 tháng 11 để thực hành cùng đội đặc nhiệm của Essex tại các khu vực Santo Domingo, Cộng hòa Dominica và San Juan, Puerto Rico, cho đến khi quay trở về Newport vào ngày 21 tháng 12. Trong sáu tháng tiếp theo, nó huấn luyện và thực hành chống tàu ngầm cho đến khi đi vào Xưởng hải quân Boston để đại tu vào tháng 6, 1963. Sau khi hoàn tất, nó đón lên tàu học viên sĩ quan cho một chuyến đi thực tập mùa Hè dọc theo vùng bờ Đông, đi đến New York và Halifax, Nova Scotia, cũng như trải nghiệm một cơn bão tại khu vực Bermuda.
Tiếp nối các hoạt động thường lệ thương tự trong năm 1964, vào ngày 27 tháng 3, lúc đang trên đường hướng sang Puerto Rico, Barry nhận được yêu cầu trợ giúp từ tàu kho chứa Antares (AKS-33) đang gặp tai nạn hỏa hoạn. Nó là chiếc tàu đầu tiên đi đến hiện trường, và đội chữa cháy của Barry đã giúp vào việc dập tắt các đám cháy sau 18 giờ nỗ lực hết mức. Trong lượt hoạt động tiếp theo, nó hoạt động phối hợp cùng ba tàu khu trục Tây Đức dọc bờ biển Đại Tây Dương trong khuôn khổ cuộc tập trận cùa Khối NATO.
Vào cuối tháng 7, Barry bị hư hại do va chạm với tàu khu trục Warrington (DD-843) trong một hoạt động tiếp liệu, nên nó đi vào Xưởng hải quân Boston để sửa chữa trong một tuần. Con tàu khởi hành vào ngày 7 tháng 9 cho một lượt biệt phái hoạt động tại Châu Âu và Địa Trung Hải, vượt qua vòng Bắc Cực vào ngày 21 tháng 9 để tập trận cùng Khối NATO ngoài khơi Na Uy. Sau đó nó gia nhập Đệ Lục hạm đội, từng ghé đến viếng thăm Valencia và Barcelona, Tây Ban Nha; Palma, Majorca; Marseilles và Toulon, Pháp; và Naples, Ý, cũng như tham gia các cuộc tập trận "Teamwork", "Masterstroke", và "Steel Pike I" trong khuôn khổ Khối NATO. Chiếc tàu khu trục quay trở về Newport vào ngày 18 tháng 12.
Vào tháng 2, 1965, Barry hoạt động huấn luyện hàng năm tại vùng biển Caribe. Đến tháng 6, nó hỗ trợ cho hoạt động thu hồi tàu không gian Gemini 4. Chuẩn bị để được phái sang hoạt động tại Việt Nam, nó đảm nhiệm vai trò soái hạm cho Hải đội Khu trục 24, rồi cùng các tàu khu trục Samuel B. Roberts (DD-823), Charles S. Sperry (DD-697), Hawkins (DD-873), Vesole (DD-878) và Ingraham (DD-694) khởi hành từ Newport vào ngày 29 tháng 9 để hướng sang khu vực Tây Thái Bình Dương. Cùng tham gia vào hải đội còn có các tàu khu trục Harold J. Ellison (DD-864) và Bache (DD-470) đặt căn cứ tại Norfolk, Virginia.